# Westwego
Westwego es una ciudad situada en la parroquia de Jefferson, Luisiana, Estados Unidos. Tiene una población estimada, a mediados de 2023, de 8148 habitantes.

## Geografía
La localidad está ubicada en las coordenadas 29°54′19″N 90°8′37″O / 29.90528, -90.14361. Según la Oficina del Censo, tiene una superficie total de 9.31 km², de los cuales 8.07 km² corresponden a tierra firme y 1.24 km² están cubiertos de agua.

## Demografía
Según el censo de 2020, en ese momento había 8568 personas residiendo en la localidad. La densidad de población era de 1061.71 hab./km².
| Raza                   | Núm. | Porc.   |
| ---------------------- | ---- | ------- |
| Blancos                | 5132 | 59.90%  |
| Afroamericanos         | 2351 | 27.44%  |
| Amerindios             | 84   | 0.98%   |
| Asiáticos              | 92   | 1.07%   |
| Isleños del Pacífico   | 4    | 0.05%   |
| De otras razas         | 310  | 3.62%   |
| De una mezcla de razas | 595  | 6.94%   |
| Total                  | 8568 | 100.00% |

Del total de la población, el 8.87% eran hispanos o latinos de cualquier raza.